# 康斯坦丁·华尔康

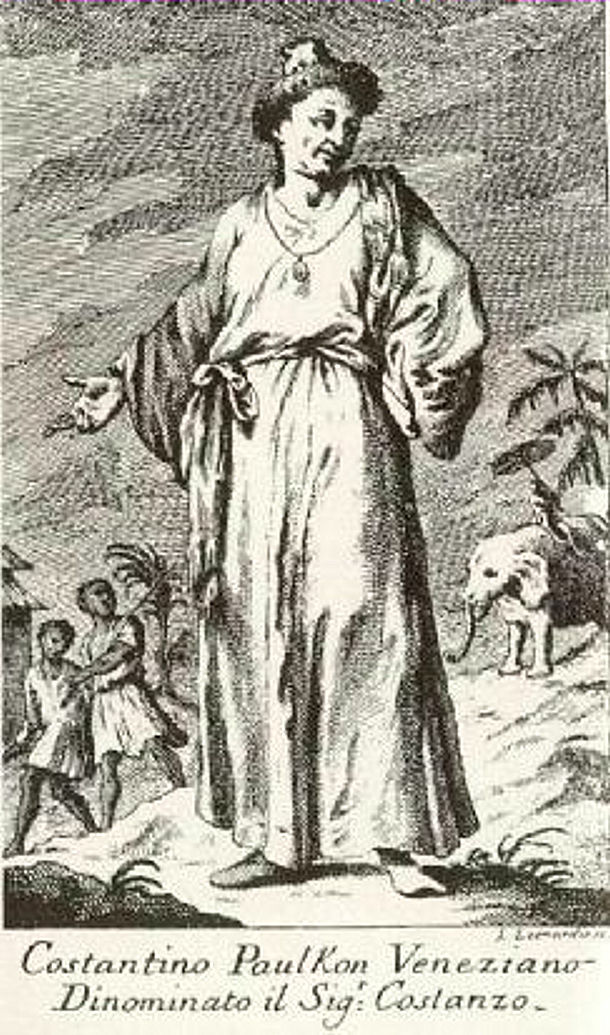
康斯坦丁·华尔康

康斯坦丁·华尔康（英語：Constantine Phaulkon，1647年—1688年6月5日），希腊语名康斯坦丁诺斯·耶拉基斯（希臘語：Κωνσταντῖνος Γεράκης），是一位希腊探险家，曾担任暹罗阿瑜陀耶王朝那莱王的宰相「薩穆哈納優」（สมุหนายก，民政事務大臣）職務，获得昭披耶威差延的头衔。:59,64

## 生平
出生在威尼斯共和国海洋领地凯法利尼亚岛北部，父亲是希腊人，母亲是威尼斯人。耶拉基斯家族发端于此，自16世纪起建立于村庄Plagia (Πλαγιά)。华尔康受雇于不列颠东印度公司之后，于1675年以商人的身份来到暹罗（今泰国）。他本身精通英语、法语、葡萄牙语和马来语，仅仅几年以后精通泰语，成为那莱王的一名翻译。由于他在不列颠东印度公司的经历，不久后他便成为国王的宰相，掌管国库。
1682年，华尔康与一名日本-葡萄牙-孟加拉混血儿玛丽亚·居约马尔·德·皮尼亚结婚，随即放弃圣公宗信仰，改信天主教。:254–265由于华尔康是那莱王身边的红人，他们过着富足的生活，生下若昂（João）和豪尔赫（Jorge）两个儿子，若昂先于华尔康死去。
在与英国和荷兰发生纠纷后，华尔康促成了暹罗与法国的友好，双方互派大使，1687年法国向暹罗派遣探险队。在数年里，华尔康是他们之间的主要联盟者。作为认可，法国国王路易十四授予他圣米迦勒勋章，并让他和他的家庭成为法国公民。
华尔康与国王之间的亲密关系遭致了一些暹罗大臣的妒忌，最后毁灭了他。在那莱王得了不治之症后，有一个流言传播，称华尔康计划让王位的指定继承人Phra Pui成为傀儡国王，自己掌握实权。这未必是真的，但成为那莱王的养兄弟帕碧罗阇发动政变的借口，最终导致1688年暹罗革命。在那莱王毫不知情下，华尔康、Phra Pui及他们的支持者都于1688年6月5日在华富里被逮捕处决。那莱王得知后暴怒，但身体太过虚弱，无法采取任何行动。那莱王实际被软禁在宫中，数日之后驾崩。帕碧罗阇随即自立为新的国王，建立仇外政权，将几乎所有外国人驱逐出王国。
对帕碧罗阇下令逮捕并处决的动机理解存在争议。帕碧罗阇支持者将华尔康描绘成投机取巧的外国人，为了西方人的利益，寻求利用自己的影响力来达到控制王国。更多好怀疑的历史学家相信华尔康只是一个替罪羊，帕碧罗阇为了夺取王位的正当性而对他加以抹黑。

## 影视作品
- 2018年的泰国电视剧《天生一对》，由路易斯·斯科特饰演。

## 相关人物
- 菲利佩·德·布里托-尼科特
- 舍瓦利耶·米拉尔